# Buschmann-Paradies
Das Buschmann-Paradies (englisch Bushman Paradise) ist ein Gebiet in der Nähe der Großen Spitzkoppe in Namibia. Es handelt sich um ein historisches Siedlungsgebiet mit Felsformationen und Höhlensystem. Der Ort ist nach den San (die englische bzw. deutsche Fremdbezeichnung war zeitweilig Bushman bzw. Buschmann) benannt. Seit dem 1. Juli 1954 ist das Gebiet ein Nationales Denkmal.

## Felsmalereien und Höhlensystem
Im Buschmann-Paradies befinden sich einige der bekanntesten Felsmalereien des südlichen Afrikas, die jedoch durch Vandalismus stark zerstört wurden. Das Alter der Malereien wird auf 4400 Jahre v. Chr. bis 100 Jahre n. Chr. geschätzt. Die bekanntesten Zeichnungen befinden sich in der Haupthöhle, wobei sich vereinzelte Malereien auch in den Nebenhöhlen befinden.
Das Höhlensystem wurde 1917 vom Archäologen Ernst Reuning, als erstem Europäer, entdeckt. Er führte auch die ersten archäologischen Untersuchungen an den Felsmalereien durch. 31 Jahre später hat der Archäologe Henri Breuil weitreichende Untersuchungen an den großen Malereien der Haupthöhle durchgeführt. Kurz danach hat im Detail der deutsche Archäologe Scherz die einzelnen Bilder, darunter vor allem Tiere und ein Sphinx, beschrieben.

## Galerie

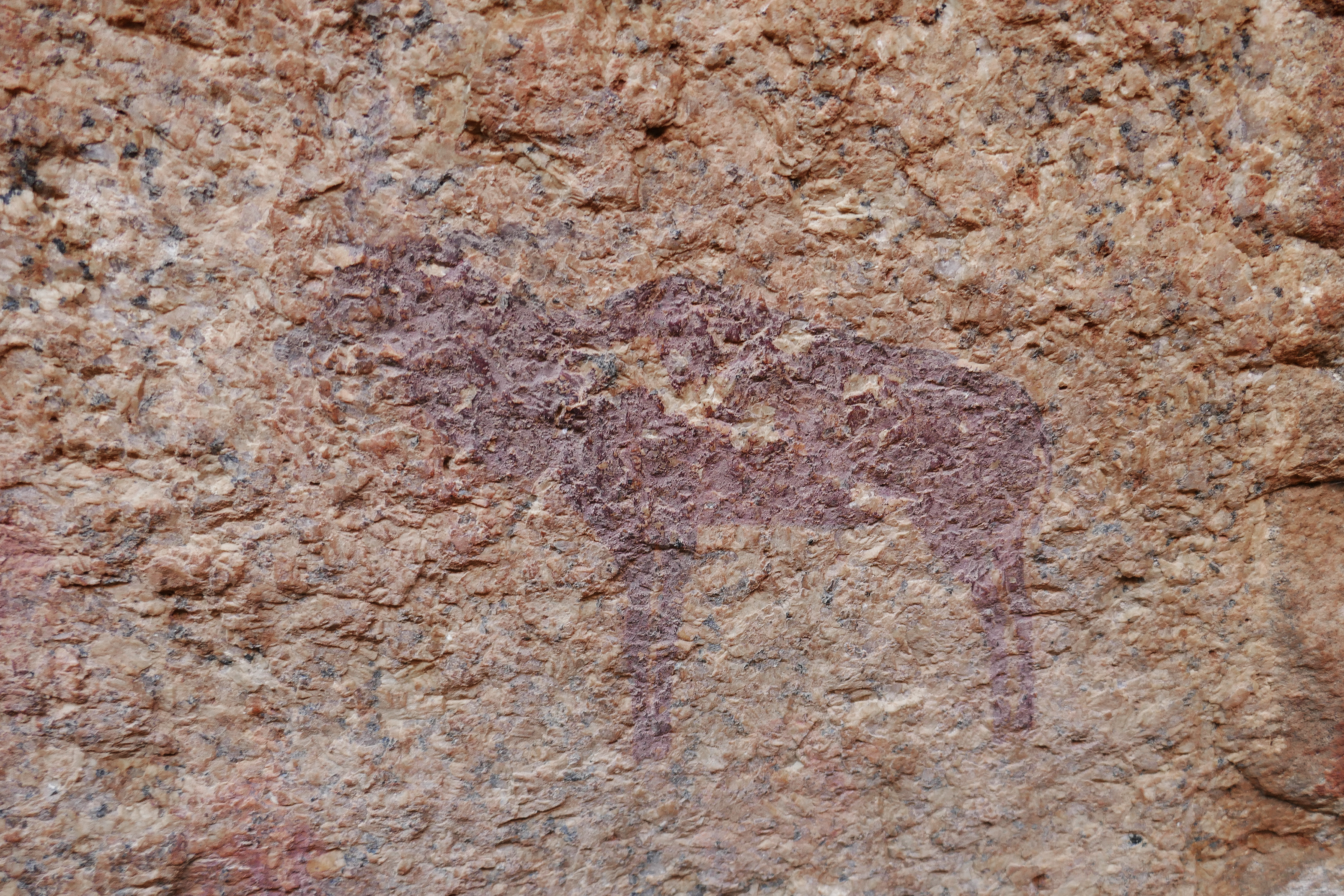
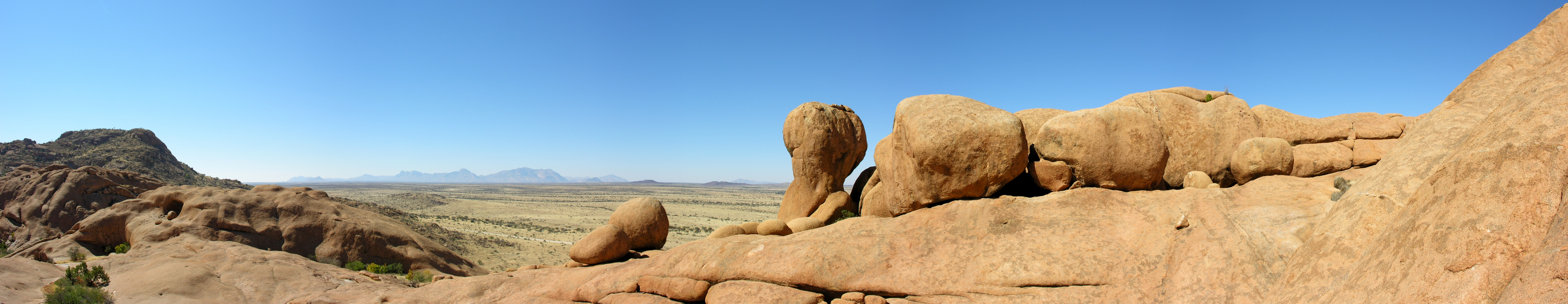
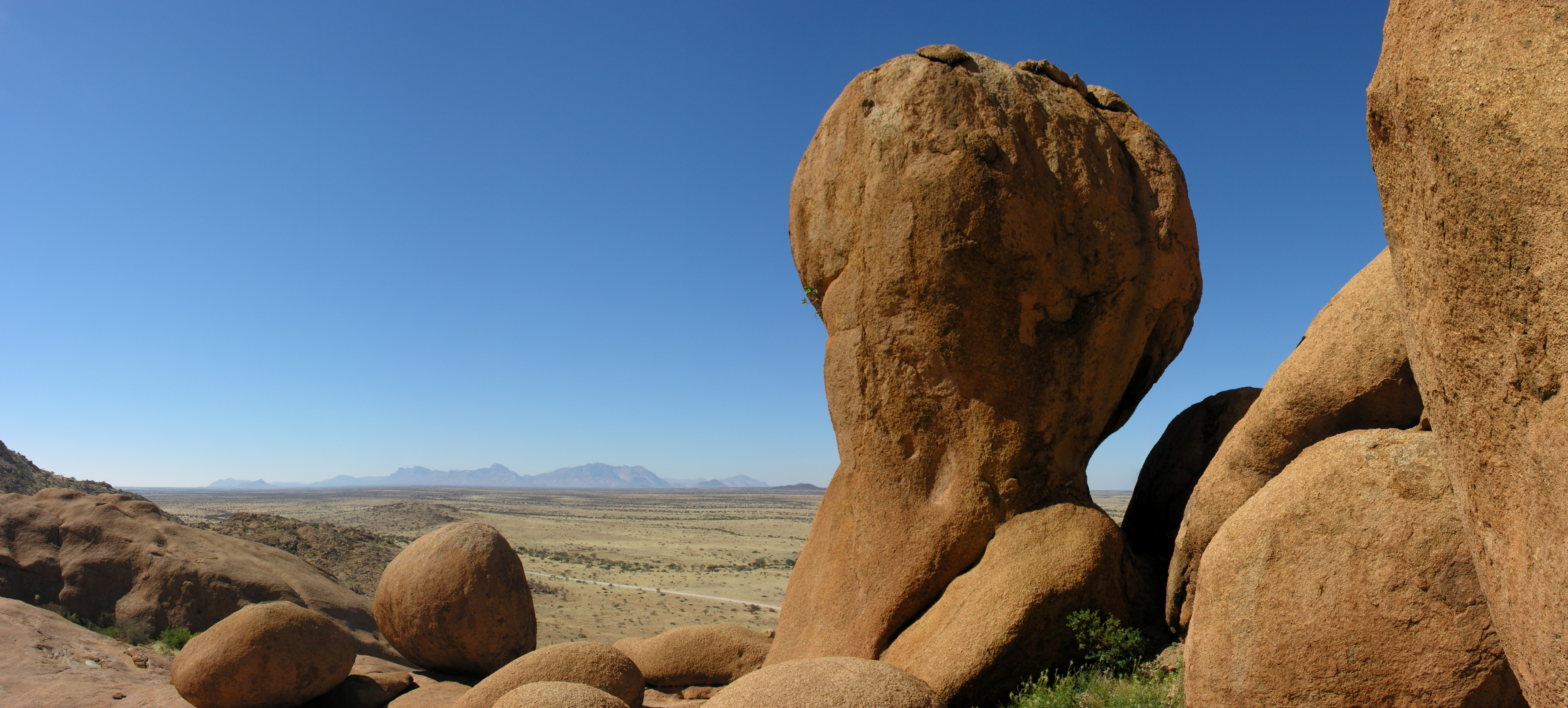
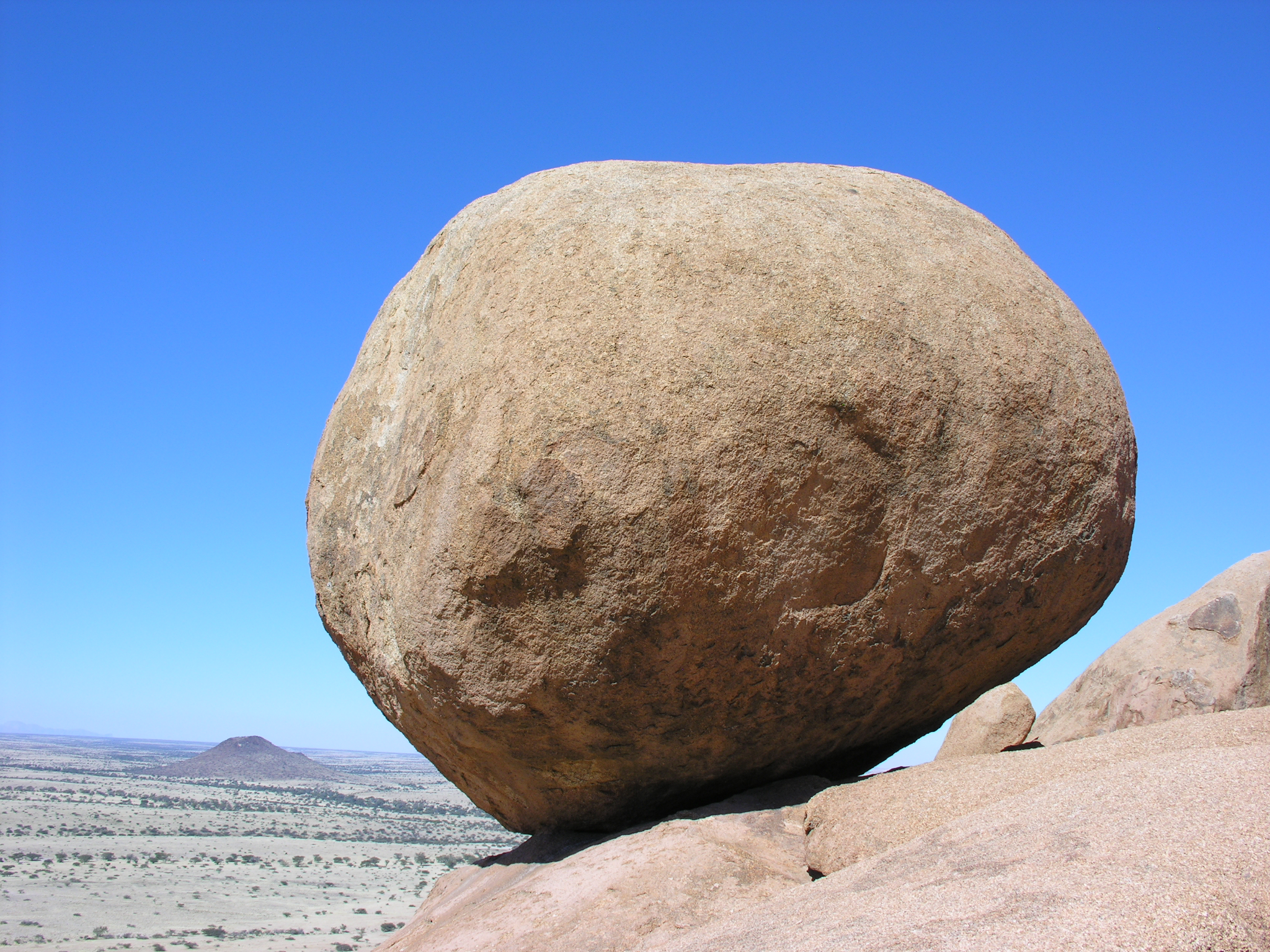
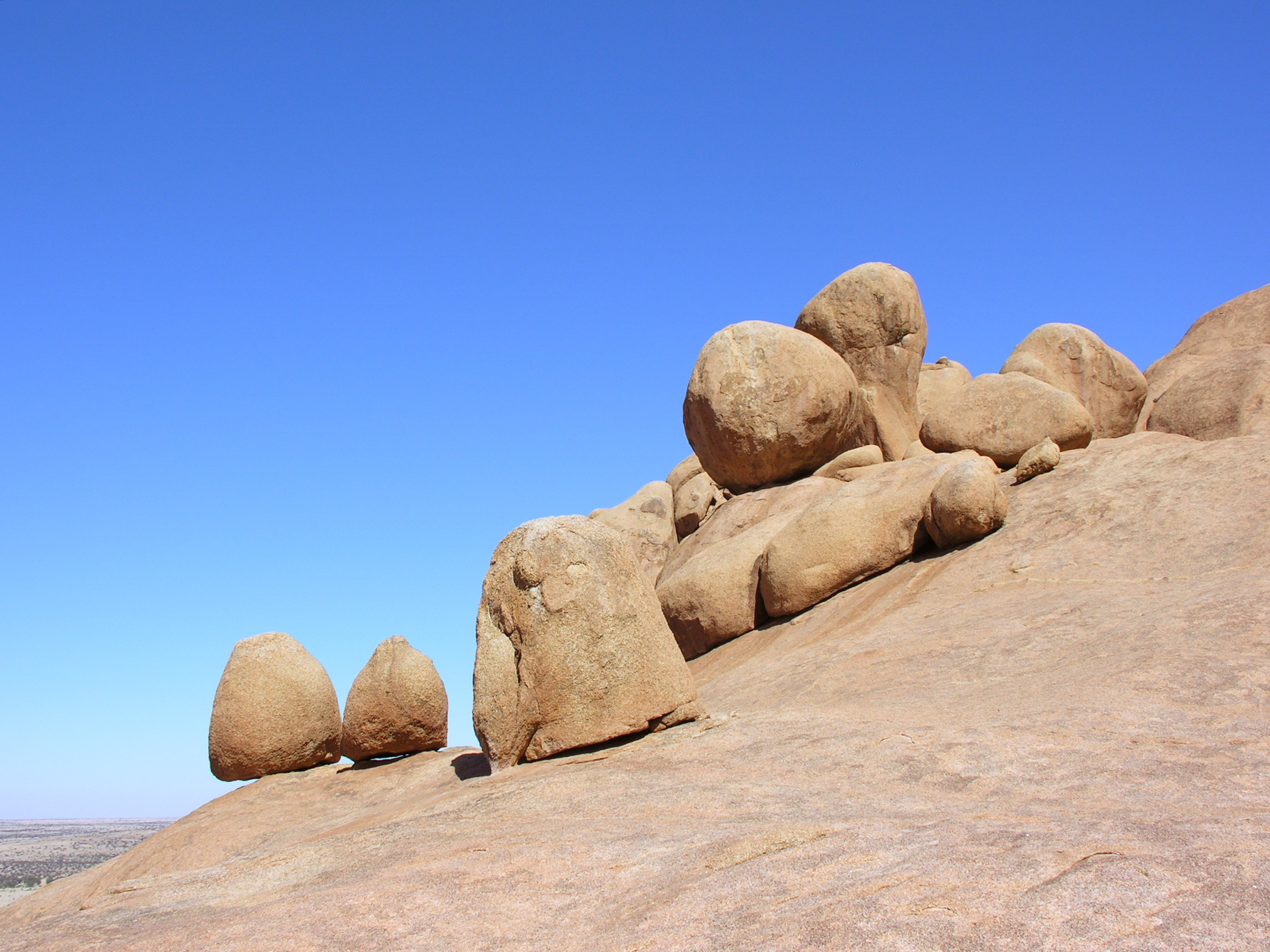